# Karantaba (Central River Region)
Karantaba und Karantaba Tenda (früherer Name: Pisania) ist eine Ortschaft mit historischer Bedeutung im westafrikanischen Staat Gambia.
Nach einer Berechnung für das Jahr 2013 leben dort etwa 1907 Einwohner, das Ergebnis der letzten veröffentlichten Volkszählung von 1993 betrug 1437.

## Geographie
Karantaba Tenda liegt in der Central River Region im Distrikt Sami auf einer Höhe von 11 m und ist ungefähr dreizehn Kilometer östlich von Janjanbureh entfernt. Der Ort liegt rund 1,7 Kilometer vom Ufer des Gambia-Flusses entfernt.
Die Anlegestelle am Ufer wird Karantaba Tenda genannt (13° 34′ N, 14° 34′ W).

## Geschichte
Der Afrikaforscher Mungo Park hielt sich hier in Pisania, wie der Ort früher genannt wurde, 1795 einige Zeit auf, bevor er zu seiner Reise ins Innere des Kontinents nach Osten zum Niger aufbrach. Er verbrachte ab Juli fünf Monate bei der britischen Faktorei, beim Sklavenhändler Dr. Laidley, um sich zu akklimatisieren und die Mandinka-Sprache zu erlernen.

## Kultur und Sehenswürdigkeiten
Heute erinnert das Mungo Park Memorial bei Karantaba Tenda an den Beginn seiner Reise. Der auf einem Sockel stehende schlichte Zement-Obelisk wurde 1930 zum Gedenken an den Forscher aufgestellt.

## Söhne und Töchter des Ortes
- Hassan Sallah (1948–2006), Politiker